# 300 км (зупинний пункт)
300 кіломе́тр — пасажирський залізничний зупинний пункт Запорізької дирекції Придніпровської залізниці на лінії Пологи — Комиш-Зоря між станцією Гусарка (5 км) та зупинним пунктом 303 км (3 км). Розташований у селі Воскресенка Пологівського району Запорізької області.

## Пасажирське сполучення
На зупинному пункті 300 км зупиняються поїзди приміського сполучення:
| Рух приміських поїздів по зупинному пункту 300 км |                     |                          |
| №                                                 | Маршрут сполучення  | Періодичність курсування |
| 6855                                              | Комиш-Зоря — Пологи | Щоденно                  |
| 6856                                              | Пологи — Комиш-Зоря | Щоденно                  |
| 6857                                              | Комиш-Зоря — Пологи | Щоденно                  |
| 6860                                              | Пологи — Комиш-Зоря | Щоденно                  |